# Bejt Choron
Bejt Choron (hebrejsky בֵּית חוֹרוֹן, podle biblického města Bét-chorón zmiňované například v Knize Jozue 21,22 – „Jako útočištné město (...) jim dali (...) Bét-chorón i s pastvinami“, v oficiálním přepisu do angličtiny Bet Horon, přepisováno též Beit Horon) je izraelská osada a vesnice typu společná osada (jišuv kehilati) na Západním břehu Jordánu v distriktu Judea a Samaří a v Oblastní radě Mate Binjamin.

## Geografie
Leží cca 10 kilometrů východně od města Modi'in-Makabim-Re'ut, cca 15 kilometrů severozápadně od historického jádra Jeruzalému a cca 40 kilometrů jihovýchodně od centra Tel Avivu, v nadmořské výšce 625 metrů na pomezí Samařska a Judských hor. Severně od obce terén prudce spadá do údolí vádí Nachal Modi'im.
Na dopravní síť Západního břehu Jordánu je napojena pomocí lokální silnice číslo 443, která spojuje aglomeraci Modi'in-Makabim-Re'ut se severním okrajem aglomerace Jeruzalému. Vesnice je součástí souvislého bloku izraelských osad situovaného na Západním břehu Jordánu, v severozápadní části aglomerace Jeruzalému. Do tohoto bloku se řadí dále obce Giv'at Ze'ev a Giv'on ha-Chadaša. Tento blok je ale podél své západní strany lemován pásem palestinských vesnic, v těsné blízkosti Bejt Choron jsou to vesnice Beit Ur al-Fauqa a At Tira.

## Dějiny
Vesnice byla zřízena roku 1977. K založení došlo v prosinci 1977. Rezoluce izraelské vlády z 16. října 1977 rozhodla, že v rámci šesti základen izraelské armády budou zřízeny civilní osady, mezi nimi i budoucí Bejt Choron.
V obci fungují mateřské školy i náboženská základní škola, dvě synagogy, mikve, veřejná knihovna, zdravotní středisko a obchod se smíšeným zbožím. Zastavěné území Bejt Choron má výrazně protáhlý tvar o délce 1,5 kilometru. Obec sestává ze čtyř čtvrtí. Na východní straně přiléhá k osadě areál základny využívaný izraelskou policií.
Počátkem 21. století byl Bejt Choron zahrnut do Izraelské bezpečnostní bariéry. Ta byla podle stavu z roku 2008 již zbudována na severní straně obce, úsek podél západního okraje osady byl ve výstavbě. Začlenění do bariéry naznačuje, že Izrael si hodlá osadu ponechat i po případné mírové dohodě s Palestinci. Probíhající výstavba nové velké čtvrti Agan ha-Ajalot v sousední obci Giv'at Ze'ev může v blízké době vést k územnímu propojení Bejt Choron a Giv'at Ze'ev.

## Demografie
Obyvatelstvo Bejt Choron je v databázi rady Ješa popisováno jako smíšené, tedy složené ze sekulární i nábožensky zaměřené populace. Podle údajů z roku 2014 tvořili naprostou většinu obyvatel Židé (včetně statistické kategorie "ostatní", která zahrnuje nearabské obyvatele židovského původu ale bez formální příslušnosti k židovskému náboženství).
Jde o menší obec vesnického typu s dlouhodobě rostoucí populací. K 31. prosinci 2014 zde žilo 1218 lidí. Během roku 2014 populace stoupla o 3,7 %.
| Rok            | 1983 | 1985 | 1986 | 1987 | 1988 | 1989 | 1990 | 1991 | 1992 | 1993 | 1994 | 1995 | 1996 | 1997 | 1998 | 1999 | 2000 |
| -------------- | ---- | ---- | ---- | ---- | ---- | ---- | ---- | ---- | ---- | ---- | ---- | ---- | ---- | ---- | ---- | ---- | ---- |
| Počet obyvatel | 190  | 233  | 265  | 292  | 325  | 341  | 424  | 465  | 519  | 558  | 570  | 595  | 622  | 630  | 656  | 720  | 772  |

| Rok            | 2001 | 2002 | 2003 | 2004 | 2005 | 2006 | 2007 | 2008 | 2009 | 2010 | 2011 | 2012 | 2013 | 2014 |
| -------------- | ---- | ---- | ---- | ---- | ---- | ---- | ---- | ---- | ---- | ---- | ---- | ---- | ---- | ---- |
| Počet obyvatel | 822  | 826  | 822  | 825  | 848  | 900  | 979  | 1034 | 1024 | 1115 | 1118 | 1149 | 1175 | 1218 |